# Kataklase
Die Kataklase (älteres Griechisch κατάκλασις, katáklasis, „das Zerbrechen“, „der Bruch“) ist ein Fachbegriff aus der Geologie.
Er bezeichnet durch tektonische Einwirkung entstandene Zerreibungs- und Zerbrechungsstrukturen von einzelnen Mineralien in einem Gestein. Kataklase tritt in Umfeld von Verwerfungen auf. Nach Größe der Fragmente unterscheidet man Störungs- oder Verwerfungsbrekzien (Makrobereich) und Mikrobrekzien (Mikrobereich). Gesteine mit kataklastischem Gefüge nennt man Kataklasite.
Das durch Kataklase entstehende Muster heißt kataklastisches Muster (englisch: cataclastic fabric). Erfolgt das Zerbrechen vor der endgültigen Erstarrung eines Magmas, bezeichnet man dies als Protoklase.